# Stefan Bonner

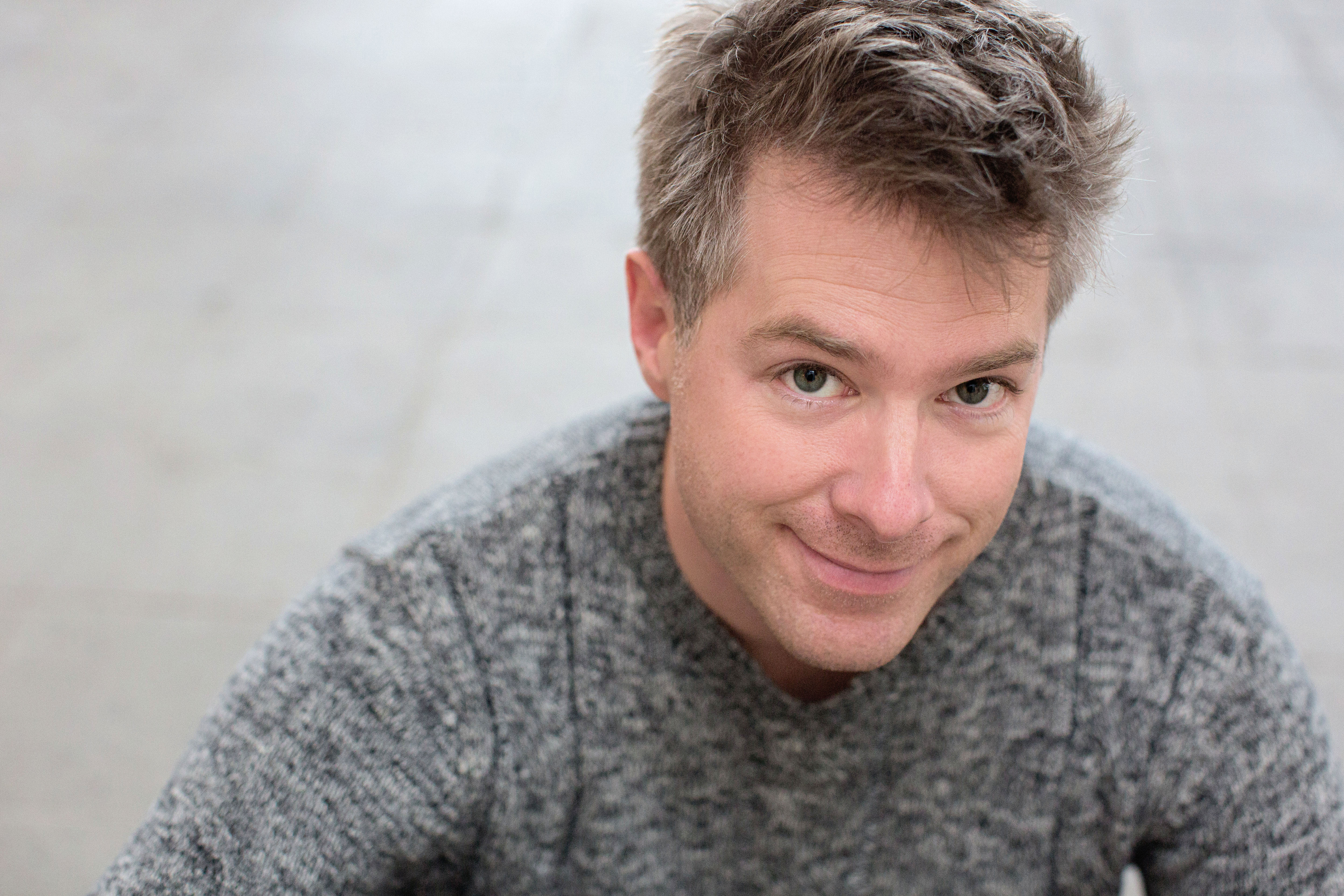
Stefan Bonner (2012)

Stefan Bonner, Pseudonym von Jan Frederic Wielpütz (* 15. Oktober 1975 in Bergisch Gladbach) ist ein deutscher Journalist, Lektor und Autor.

## Leben
Wielpütz studierte Anglistik, Germanistik und Neue Geschichte mit dem Abschluss Magister in Bonn. Zuvor arbeitete er als Redakteur für die Wirtschaftsmagazine impulse und BIZZ. Nach einer Übersetzertätigkeit für Bastei Lübbe absolvierte er dort ein Volontariat und arbeitete im Anschluss als Verlagslektor.
Von 2009 bis 2011 veröffentlichte er unter dem Pseudonym Stefan Bonner Sachbücher-Bestseller. 2011 übernahm er die Leitung des Lektorats E-Books von Bastei Entertainment. Seit 2012 leitet Jan F. Wielpütz gemeinsam mit Ann-Kathrin Schwarz (alias Anne Weiss) die Bastei Lübbe Academy. Im April 2014 gründeten beide ein Textbüro in Köln.

## Bühnenshow
Im März 2009 waren Stefan Bonner und Anne Weiss mit einem Programm Generation Doof Show auf Bühnentour durch Deutschland (Savoy Theater Düsseldorf, Kaisersaal Erfurt, St. Pauli Theater Hamburg, Tipi Berlin und Gloria Köln).

## Schriften
- mit Anne Weiss: Generation Doof. Wie blöd sind wir eigentlich? Köln 2008, ISBN 978-3-404-60596-5[3], (zwei Jahre lang Spiegel-Bestsellerliste)
- mit Anne Weiss: Doof it Yourself. Erste Hilfe für die Generation Doof Köln 2009, ISBN 978-3-7857-6005-5 (ebenfalls Spiegel-Bestseller)[4]
- mit Anne Weiss: Heilige Scheiße. Wären wir ohne Religion wirklich besser dran?, Bastei Lübbe Köln 2011, ISBN 978-3-404-60187-5
- mit Anne Weiss: Betamännchen. Sind die Männer noch zu retten?, Bastei Lübbe (Bastei Verlag) 2014, ISBN 978-3-404-60784-6
- mit Anne Weiss: Wir Kassettenkinder. Eine Liebeserklärung an die Achtziger, Knaur 2016, ISBN 978-3-426-65598-6
- mit Anne Weiss: Planet Planlos. Sind wir zu doof, die Welt zu retten?, Knaur Verlag 2017, ISBN 978-3-426-21432-9
- mit Anne Weiss: Generation Weltuntergang. Warum wir schon mitten im Klimawandel stecken, wie schlimm es wird und was wir jetzt tun müssen, Droemer Taschenbuch 2019, ISBN 978-3-426-30198-2

Hörbücher
- Generation Doof. Wie blöd sind wir eigentlich? (2008; Sprecher: Christoph Biemann) ISBN 978-3-7857-3361-5
- Doof it Yourself. Erste Hilfe für die Generation Doof (2009; Sprecherin: Enie van de Meiklokjes) ISBN 978-3-7857-3817-7
- Wir Kassettenkinder. Eine Liebeserklärung an die Achtziger. (audio media verlag 2016; Sprecher: Christoph Maria Herbst) ISBN 978-3-95639-145-3